# شارل دهم
شارل دهم (به انگلیسی: Charles X of France) (زاده ۹ اکتبر ۱۷۵۷ - درگذشته ۶ نوامبر ۱۸۳۶) از سال ۱۸۲۴ تا سال ۱۸۳۰ (زمان انقلاب ۱۸۳۰ فرانسه) شاه فرانسه بود.
وی در پی موج انقلابی ۱۸۳۰ که در فرانسه و اروپا اتفاق افتاد و در جریان انقلاب ژوئیه از فرانسه فرار کرد و به نفع فرزندش هنری، کنت دو شامبور از سلطنت کناره گرفت.
او نوه لوئی پانزدهم و آخرین شاه از شاخه اصلی خاندان بوربون (که بر فرانسه فرمان می‌راندند) بود. هر چند بعد از وی لوئی فیلیپ به پادشاهی رسید که از خاندان اورلئان یکی از شاخه‌های فرعی سلسلهٔ بوربون بود.

## نگارخانه

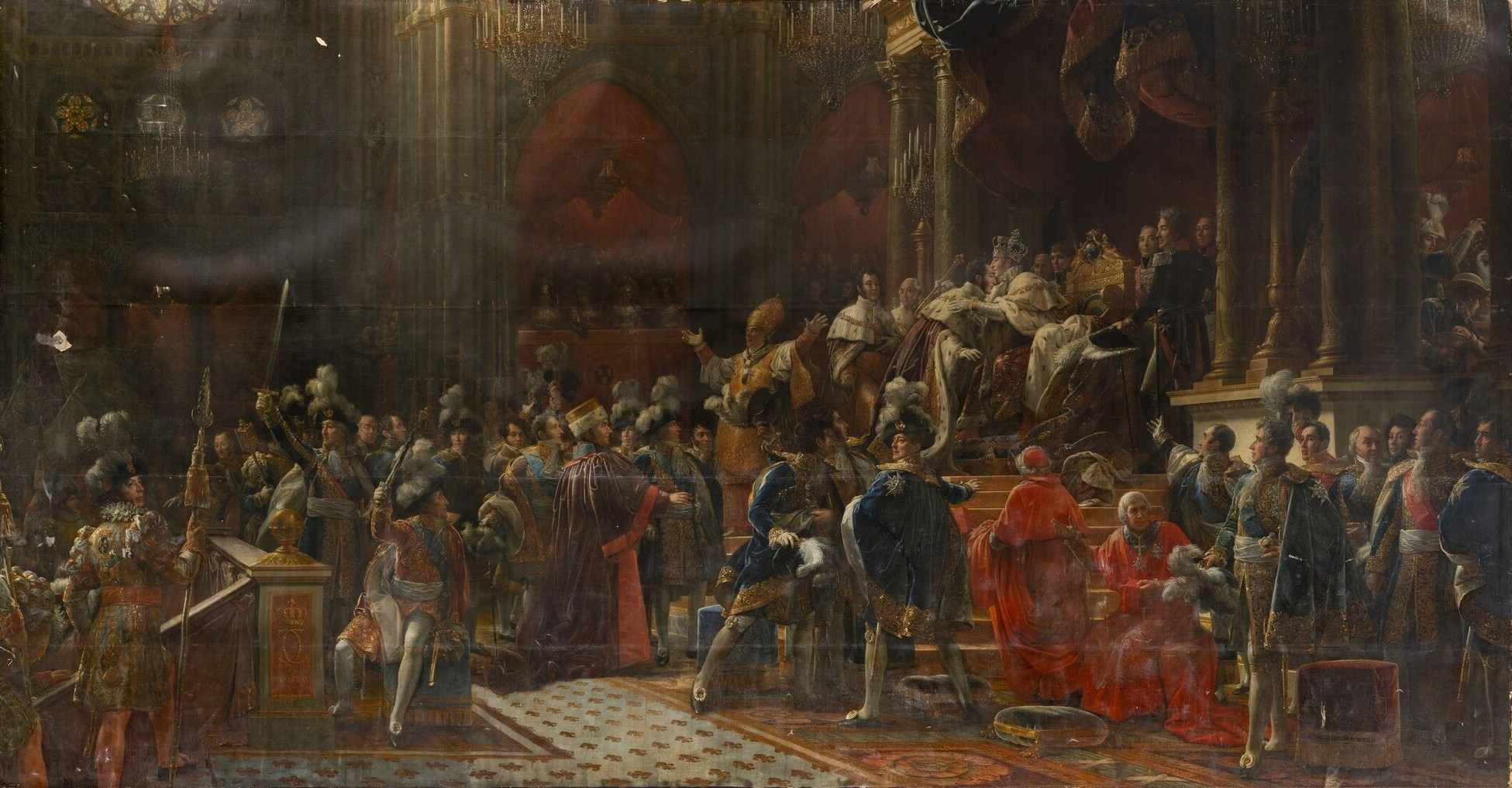
تقدیس شارل دهم به عنوان پادشاه فرانسه در کلیسای جامع رنس، اثر فرانسوا ژرار
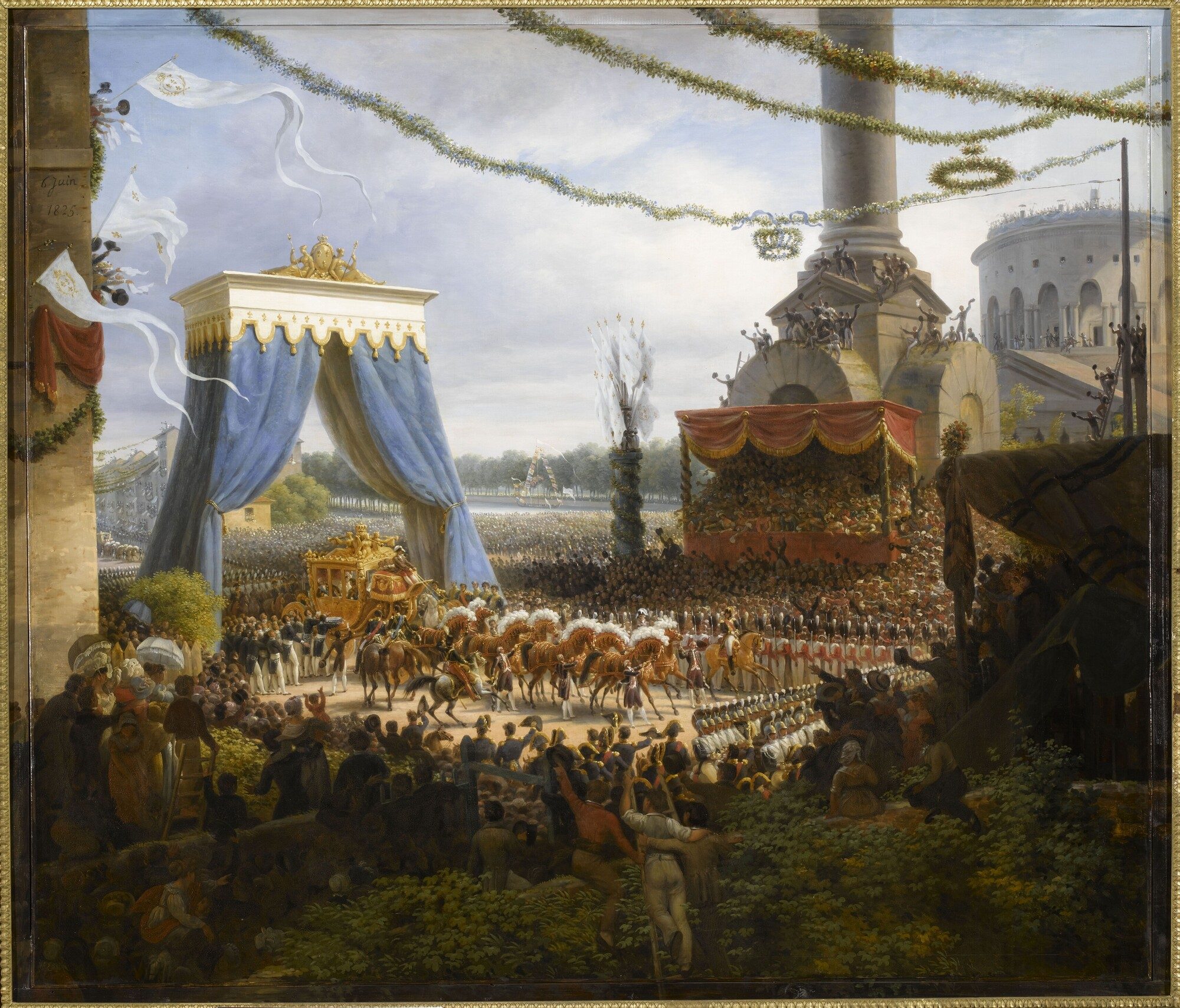
ورود شارل دهم به پاریس از دروازه ویلت پس از تاج‌گذاری